# Bongaigaon
Bongaigaon est une ville indienne située dans le district de Bongaigaon dans l’État de l'Assam.   

## Population
En 2011, sa population était de 109 810 habitants.

## Transports
Le train Dibrugarh-Kânyâkumârî Vivek Express qui relie Dibrugarh, dans l'Assam, à Kânyâkumârî, au Tamil Nadu, fait un arrêt dans la ville.